# Stan Musial
Pour les articles homonymes, voir Musial.
Stanley Frank Musial, né Stanisław Franciszek Musiał le 21 novembre 1920 à Donora (Pennsylvanie) aux États-Unis et mort le 19 janvier 2013 à Ladue (Missouri) aux États-Unis, est un joueur américain de baseball évoluant en Ligue majeure avec les Cardinals de Saint-Louis de 1941 à 1963.
Trois fois joueur par excellence de la Ligue nationale (1943, 1946 et 1948), trois fois vainqueur des Séries mondiales avec les Cardinals en 1942, 1944 et 1946, Musial compte 24 sélections au match des étoiles. Il est 7 fois le champion frappeur de la Ligue nationale, présentant la moyenne au bâton la plus élevée de la ligue en 1943, 1946, 1948, 1950, 1951, 1952 et 1957.
Désigné Sportif de l'année par Sports Illustrated en 1957, il est introduit au Temple de la renommée du baseball en 1969 tandis que les Cardinals retirent son numéro 6 en 1963. Il est élu sur l'équipe du siècle en 1999.

## Biographie
Stan Musial est le fils de Lukasz et Mary Musial. Son père est un immigrant polonais et sa mère, native de New York, est d'origine tchèque. Durant sa jeunesse, il pratique la gymnastique et s'initie au baseball.
Musial commence sa carrière dans les ligues mineures comme lanceur mais est devenu un joueur de position après qu'il se fut blessé. Il joue dans la Ligue majeure de baseball pour les Cardinals de Saint-Louis à partir de septembre 1941.
Musial a joué 1 890 parties comme voltigeur et 1 016 parties comme joueur de premier but. Sa moyenne au bâton en carrière de ,331 est l'une des plus élevées de l'histoire. Il a accumulé 3 630 coups sûrs - 1 815 à Saint-Louis et 1 815 sur la route.
Statistiquement, 1948 fut sa meilleure saison avec 230 coups sûrs, 135 points marqués, 130 points produits, 39 coups de circuit et une moyenne au bâton de, 376. Ce fut également la seule fois, dans sa carrière, où il a dépassé, 700 pour la moyenne de puissance.
Sa carrière de joueur achevée, il devient vice-président des Cardinals de Saint-Louis entre 1963 et 1966, puis directeur général en 1967.
Le 15 février 2011, le président Barack Obama remet à Musial la médaille présidentielle de la Liberté.

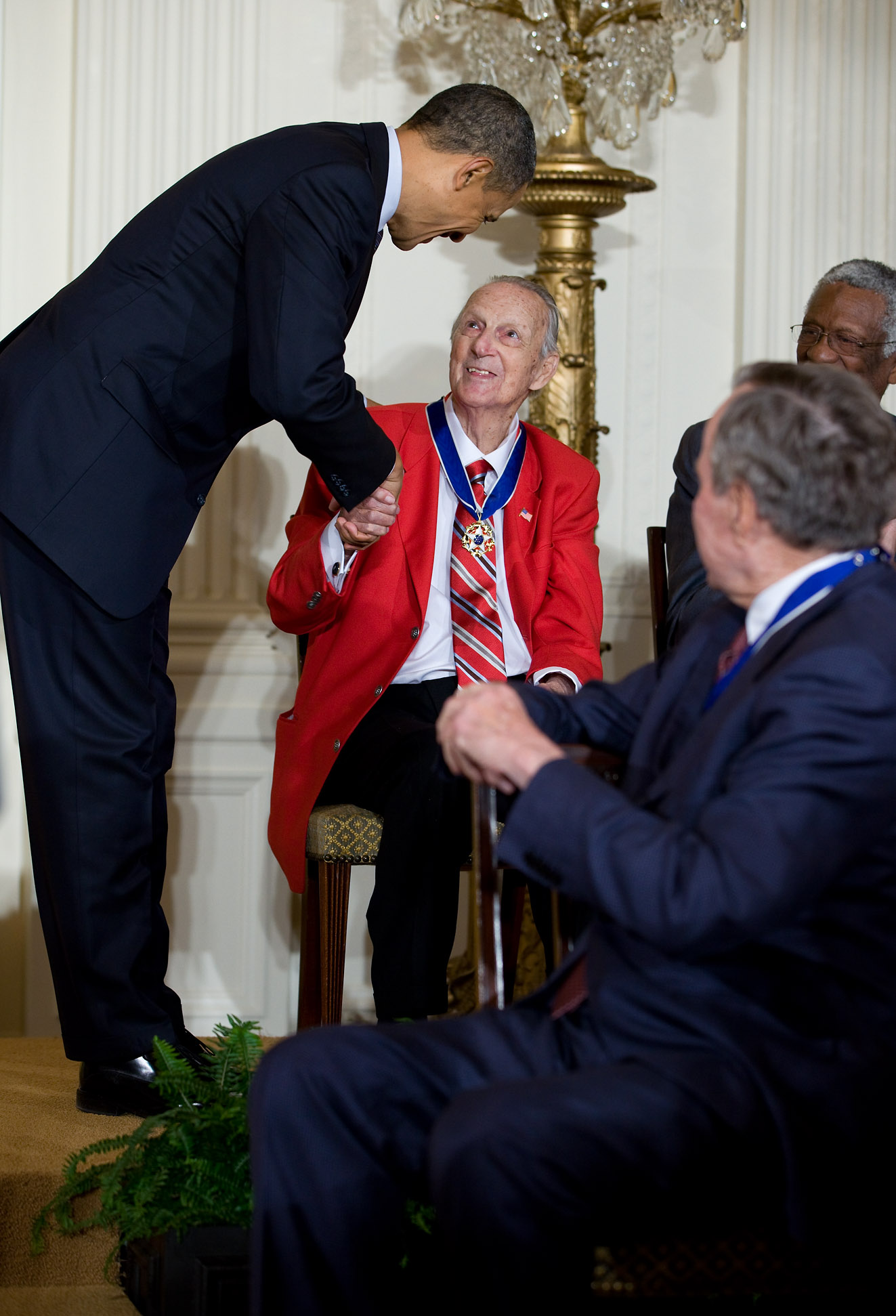
Musial et le Président Obama en 2011.

## Classements
- 3026 parties jouées (6e)
- 10972 présences au bâton (9e)
- 3630 coups sûrs (4e)
- 725 doubles (3e)
- 177 triples (19e)
- 475 coups de circuit (23e)
- 1949 points marqués (19e)
- 1951 points produits (5e)
- Moyenne au bâton:, 331 (22e)

## Honneurs
- Trois fois champion du monde avec les Cardinals
- Élu trois fois le meilleur joueurs de la Ligue nationale (1943, 1946, 1948)
- Il mena sept fois la ligue à la moyenne au bâton
- Élu 24 fois à l'équipe des étoiles.
- Élu au Temple de la renommée du baseball en 1969
- Élu a l'équipe du siècle en 1999